# Прокуратура Російської Федерації
Прокуратура Російської Федерації — єдина федеральна централізована система органів, що здійснюють від імені Російської Федерації нагляд за дотриманням Конституції Російської Федерації та виконанням законів, чинних на території Росії.
Прокуратура РФ виконує й інші функції, встановлені федеральними законами. Повноваження, організація та порядок діяльності прокуратури Російської Федерації визначаються федеральним законом «Про прокуратуру Російської Федерації». Прокуратура здійснює свої повноваження незалежно від органів державної (законодавчої, виконавчої, судової) влади, не належить до жодної з гілок влади, хоча у Конституції Російської Федерації знаходиться у главі «Судова влада».

## Галузі прокурорського нагляду й інші напрямки діяльності прокуратури
З метою забезпечення верховенства закону, єдності та зміцнення законності, захисту прав і свобод людини й громадянина, а також інтересів суспільства та держави, що охороняються законом, прокуратура Російської Федерації здійснює нагляд:
- за виконанням законів федеральними органами виконавчої влади (федеральними міністерствами, державними комітетами, федеральними службами тощо), законодавчими (представницькими) та виконавчими органами державної влади суб'єктів Російської Федерації, органами місцевого самоврядування, органами військового управління, органами контролю, їхніми посадовими особами, органами управління й керівниками юридичних осіб, а також за відповідністю законам правових актів, що вони видають (загальний нагляд);
- за додержанням прав і свобод людини й громадянина тими ж органами й посадовими особами;
- за виконанням законів органами, що здійснюють оперативно-пошукову діяльність, дізнання й попереднє слідство;
- за виконанням законів адміністраціями органів і закладів, що виконують покарання і вживають заходів примусового характеру, призначені судом, а також адміністраціями місць утримання затриманих та узятих під варту.

Інші напрямки діяльності прокуратури:
- координація діяльності правоохоронних органів у боротьбі зі злочинністю,
- міжнародне співробітництво,
- випуск спеціальних видань.

Прокурори також беруть участь у розгляді справ судами, оскаржують судові рішення, що суперечать закону, беруть участь у правотворчій діяльності, у засіданні органів державної влади й органів місцевого самоврядування, розглядають заяви, скарги та інші звернення.

## Система прокуратури
Прокуратура Російської Федерації — єдина централізована система органів і закладів із підпорядкуванням нижчих прокурорів вищим і Генеральному прокурору Російської Федерації.
Систему прокуратури Російської Федерації складають:
- Генеральна прокуратура Російської Федерації
- Прокуратури суб'єктів Російської Федерації
- Прокуратури міст і районів (й інші територіальні прокуратури)
- Військова прокуратура
- Спеціалізовані (транспортні, природоохоронні й інші) прокуратури
- Наукові й навчальні заклади прокуратури
- Редакції друкованих видань

Утворення, реорганізація й скасування органів та закладів прокуратури, визначення їхнього статусу й компетенції здійснюється Генеральним прокурором Російської Федерації. Генеральний прокурор Російської Федерації очолює Генеральну прокуратуру Російської Федерації, призначається на посаду та звільняється від посади Радою Федерації за поданням Президента Російської Федерації. Заступники Генерального прокурора Російської Федерації (в тому числі й перший заступник, Головний військовий прокурор Російської Федерації, заступники Генерального прокурора Російської Федерації у федеральних округах) призначаються та звільняються Радою Федерації за поданням Генерального прокурора Російської Федерації.
До структури Генеральної прокуратури Російської Федерації входять головні управління (в тому числі у федеральних округах), управління, відділи, а також Головна військова прокуратура на правах структурного підрозділу. Прокурори суб'єктів очолюють прокуратури Російської Федерації та призначаються Генеральним прокурором Російської Федерації за погодженням із суб'єктами РФ (як правило, з їхніми законодавчими (представницькими) органами). Інші прокурори (які очолюють територіальні та спеціалізовані прокуратури), а також директори (ректори) наукових та освітніх закладів системи прокуратури призначаються Генеральним прокурором Російської Федерації.
Законом «Про прокуратуру РФ» передбачено такі посади:
У Генеральній прокуратурі Російської Федерації:
- Генеральний прокурор
- Перший заступник Генерального прокурора
- Заступник Генерального прокурора
- Старший помічник Генерального прокурора (Начальники головних управлінь, управлінь, відділів на правах управлінь, радники, старші помічники та старші помічники у особливих дорученнях)
- Помічник Генерального прокурора (Заступники начальників головних управлінь, управлінь, відділів на правах управлінь, начальники відділів у складі управлінь, помічники та помічники з особливих доручень, помічники з особливих доручень першого заступника Генерального прокурора й заступників Генерального прокурора)
- Старший прокурор і прокурор (у головних управліннях, управліннях та відділах)

У прокуратурах суб'єктів Російської Федерації та прирівняних до них прокуратурах:
- Прокурор
- Перший заступник прокурора
- Заступник прокурора
- Старший помічник прокурора (начальники управлінь, відділів на правах управлінь, старші помічники прокурора)
- Помічник прокурора (заступники начальників управлінь, начальники відділів у складі управлінь, помічники прокурора, помічники прокурора з особливих доручень)
- Старший прокурор і прокурор (в управліннях та відділах)

У прокуратурах міст, районів та прирівняних до них прокуратурах:
- Прокурор
- Перший заступник прокурора
- Заступник прокурора
- Начальник відділу
- Старший помічник прокурора
- Помічник прокурора

Посада «начальник відділу» відсутня у більшості прокуратур, ймовірно з причини відсутності нагальної потреби. Старші помічники и помічники прокурора умовно об'єднані у так звані «групи», «лінії» нагляду й підпорядковуються відповідному заступнику прокурора. Начальник відділу у районній прокуратурі та прирівняній до неї є непроцесуальною особою та за своїм статусом мало чим відрізняється від старших помічників та помічників прокурора.

## Основні повноваження прокурорів
Прокурор під час реалізації покладених на нього функцій має право безперешкодно входити на території та у приміщення піднаглядних органів, вимагати надання необхідних документів та матеріалів, викликати посадових осіб і громадян для пояснень. Прокурор (або його заступник) приносить протест на правовий акт, що суперечить закону (або порушує права і свободи людини й громадянина); вимогу про усунення корупціогенних факторів у нормативно-правових актах; подання посадовій особі з вимогою усунути допущені порушення закону й притягнути посадову особу до дисциплінарної відповідальності; звертається до суду з вимогою про визнання такого правового акту недійсним, виносить постанову про порушення провадження про адміністративне правопорушення, оголошує застереження про недопустимість порушення закону, розглядає та перевіряє звернення громадян. Прокурор бере участь у розгляді справ судами, при цьому він має право звернутись до суду із заявою або вступити до справи на будь-якій стадії процесу. Прокурор (чи його заступник) у межах своєї компетенції приносить до судової інстанції вищого рівня касаційне, часткове й наглядове подання [жалобу] на незаконне чи необґрунтоване судове рішення (вирок, визначення, постанову).
Здійснюючи кримінальне переслідування, слідчі Слідчого комітету при прокуратурі проводять розслідування у справах про злочини, які віднесено кримінально-процесуальним законодавством до їхньої компетенції.
Здійснюючи кримінальне переслідування у суді, прокурор виступає як державне звинувачення. Прокурори здійснюють й інші повноваження, покладені на них Федеральним законом «Про прокуратуру РФ», процесуальним та іншим законодавством Російської Федерації.
Слідчий комітет при прокуратурі — з 15 січня 2011 року Слідчий комітет при прокуратурі перетворено на Слідчий комітет Російської Федерації. Відповідний Федеральний закон № 403-ФЗ «Про Слідчий комітет Російської Федерації» підписав Президент Росії 28 грудня 2010 року.
Новий закон перетворює Слідчий комітет на цілком самостійний федеральний державний орган. Він буде прямо підпорядкований президенту Російської Федерації.

## Класні чини
Класні чини — це особисті службові розряди, багато в чрму аналогічні військовим званням, що присвоюються працівникам прокуратури відповідно до закону № 2202-1. Вони надаються відповідно до займаної посади і стажу роботи, що свідчить про службовий та професійний ріст працівника. У прокуратурі РФ надаються такі класні чини, у порядку зростання:
- молодший юрист;
- юрист 3 класу;
- юрист 2 класу;
- юрист 1 класу;
- молодший радник юстиції;
- радник юстиції;
- старший радник юстиції;
- державний радник юстиції 3 класу;
- державний радник юстиції 2 класу;
- державний радник юстиції 1 класу;
- дійсний державний радник юстиції.

Первинний класний чин надається працівникам органів та закладів прокуратури, що пройшли атестацію, мають вищу юридичну освіту й стаж роботи на займаній посаді не менше 6 місяців. Первинним класним чином вважається будь-який класний чин, що вперше надається працівнику.

## Керівництво
Генеральний прокурор:
- Ігор Краснов — генеральний прокурор.

Перший заступник:
- Олександр Буксман — перший заступник Генерального прокурора.

Заступники:
- Віктор Гринь
- Юрій Гулягін
- Олександр Гуцан
- Євген Забарчук
- Олександр Звягінцев
- Юрій Золотов
- Сабир Кехлєров
- Володимир Малиновський
- Іван Семчишин
- Іван Сидорук
- Сергій Фридинський